# Der Barcelona-Krimi: Entführte Mädchen
Entführte Mädchen ist ein deutscher Kriminalfilm von Isabell Šuba aus dem Jahr 2020. Es handelt sich um den dritten Filmbeitrag zur ARD-Kriminalfilmreihe Der Barcelona-Krimi mit Clemens Schick und Anne Schäfer in den Hauptrollen der Ermittler Xavi Bonet und Fina Valent. Tragende Rollen sind mit Emilia Packard, Thomas Bading, Tara Fischer als Marie Valent, Jule Gartzke, Sebastian Fritz und Eva Bay als Pathologin besetzt.
Die Erstausstrahlung des Films erfolgte am 21. Mai 2020 im Rahmen des Donnerstags-Krimis zur Hauptsendezeit im Programm der ARD Das Erste. Die ARD schrieb zur Erstausstrahlung des Films: „Die preisgekrönte Regisseurin Isabell Šuba inszenierte ihr Fernsehdebüt als fesselnden, zutiefst berührenden Krimi über krankhafte Abhängigkeiten, seelische Abgründe und verhängnisvolle Entscheidungen.“

## Handlung
Kommissar Xavi Bonet und Kommissarin Fina Valent, die überraschend zur neuen Kommandantin der Einheit ernannt worden ist, bekommen es in ihrem dritten gemeinsamen Fall mit einem kaltblütigen Täter zu tun, der Mädchen im Teenageralter entführt und gewaltsam tötet. Ein etwa 12-jähriges Mädchen wurde in einer Bauruine in einer heruntergekommenen Gegend von Barcelona gefangen gehalten. Es gelang dem Mädchen, sich aus einem Schrottkühlschrank, in den es eingesperrt worden war, zu befreien und zu flüchten. Das Kind wurde von der Polizei aufgegriffen und mit aufs Revier genommen. Dort befassen sich die Ermittler Xavi Bonet und Fina Valent mit dem Mädchen, das sich weigert, zu sprechen. Als Bonet, die Kleine vorschriftsmäßig in einem von Nonnen geleiteten Heim abgeben will, wehrt sie sich verzweifelt dagegen. Das Mädchen, das schnell Vertrauen zu Bonet gefasst hat, klammert sich an ihn und es ist offensichtlich, dass sie sich vor etwas fürchtet. Der Kommissar nimmt die Halbwüchsige, die er Luisa nennt, daraufhin bei sich zu Hause auf. Über das, was ihr widerfahren ist, verliert Luisa kein Wort, zeigt ihm aber auf ihre Art, das man ihr etwas Schlimmes angetan hat. Bonet schaltet schnell und gemeinsam erkunden sie den Ort, wo Luisa ihrem Gefängnis entfliehen konnte. Bonet entdeckt dort die sterblichen Überreste von zwei weiteren Mädchen, die es nicht geschafft haben, ihr Martyrium zu überstehen. 
Bonet bittet den befreundeten Nachbarjungen Pepe Castillo-Paredes, sich um Luisa zu kümmern, wenn er arbeiten muss. Er glaubt, das Mädchen sei bei ihm sicher. Die ehrgeizige TV-Moderatorin Anna Cortez gefährdet die Ermittlungen mit ihren Berichten ebenso wie ein Profiler und Buchautor, der eine Serie aus dem Schicksal der Mädchen machen möchte. Das erste Mal, dass Bonet Luisa sprechen hört ist, als sie erwacht, als er Musik über Kopfhörer hört und dazu wild tanzt. Sie lächelt ihn an und meint, er sei lustig. Daraufhin tanzen beide und haben offensichtlich Spaß. Die Pathologin Alexa Rivera hat inzwischen in Nachtarbeit herausgebracht, um wen es sich bei den toten Mädchen handelt, einmal um die 14-jährige wohungslose Cecilia Gonzales, die keine Familie mehr hatte, und zum anderen um Alexandra Rodriguez, 15 Jahre alt und seit zwei Monaten vermisst. Das Mädchen lebte abwechselnd im Heim und bei ihrer Mutter. Die Mutter von Alexandra gibt den Beamten einen Hinweis auf einen Dr. Carlos Salgado, einen Hautarzt, der ihre Tochter mit den Augen ausgezogen habe. Weitere Ermittlungen ergeben, dass auch Cecilia in seiner Behandlung war. Dr. Selgado reagiert äußerst aufgebracht auf den Besuch von Bonet und Valent. Von Selgados zweiter Frau Monica erfährt Bonet, dass ihr Mann nach seiner Verurteilung wegen Missbrauchs einer Jugendlichen – das liegt zehn Jahre zurück – von der Presse fertiggemacht wurde, ihn seine damalige Frau mit den Kindern verlassen und sein Partner ihn aus den gemeinsamen Praxis geworfen habe. Salgado wird bei einer Gegenüberstellung nicht von Luisa identifiziert.
Kaum hat die Presse mitbekommen, dass die Polizei bei Dr. Salgado war, beginnt erneut eine mediale Hetzkampagne gegen den Arzt, die ihn mehr und mehr in die Enge treibt. Bonet und Valent sind sich absolut nicht einig, wie die Ermittlungen weiter zu verlaufen haben. Valent ist davon überzeugt, dass alles auf Selgado als Täter hinweist, während Bonet das nicht ist. Bei einer einberufenen Pressekonferenz erfahren Valents Kollegen sozusagen nebenbei, dass Valent nun ihre Chefin ist. Auch Bonet wird von dieser Mitteilung kalt erwischt. Bei Bonet meldet sich zur selben Zeit ein aufgeregter Vater, dessen 14-jährige Tochter Blanca Costales scheinbar entführt worden ist, wie ein abgebrochenes Telefonat vermuten lässt. Eine schnelle Recherche ergibt, dass auch Blanca Costales eine Patientin von Salgado war. Bonet, der aus guten Gründen vermutet, dass Salgado unterwegs ist, um mit Fernanda Costa zu sprechen, dem Mädchen, das Salgado seinerzeit angezeigt hatte, macht sich auf den Weg zu der jungen Frau. Was er von ihr erfährt, entspricht nicht dem, was die Presse verbreitet hat. Sie war als 15-jährige in Salgado verliebt und habe mit ihm geschlafen, als er sich dann von ihr wegen seiner Familie getrennt habe, habe sie ihn beschuldigt, sie missbraucht zu haben. Erst als ihre Mutter das mitbekommen habe, sei die Sache vor Gericht gelandet und sie habe nicht mehr zurück gekonnt. Zur selben Zeit hat Valent Salgado gestellt, der völlig verzweifelt scheint. Sie redet auf ihn ein, dass er ihr zeigen solle, wo Blanca sei, als Salgado daraufhin seine Waffe in ihre Richtung hebt, schießt sie und tötet ihn. Bonets Anruf, dass Salgado Fernanda Costa nie belästigt habe, kommt zu spät.
Bei seiner Rückfahrt erreicht Bonet ein Anruf von Pepe, der ihm aufgeregt mitteilt, dass er sofort komme müsse, Luisa liege am Boden  und bekomme keine Luft, er wisse nicht, was er tun soll. Bonet weist ihn an, den Krankenwagen zu rufen. Er sei gleich da. Die Ärzte im Krankenhaus kämpfen um Luisas Leben, jedoch vergeblich, Luisa stirbt um 20:07. Ihre Lunge hat versagt. Während Bonet fassungslos und tieftraurig auf seinem Motorrad durch die Stadt braust, kämpft Valent ihren eigenen Kampf, sie hat einen Unschuldigen erschossen. 
Eine Obduktion von Luisa ergibt, dass sie vergiftet wurde, in ihrem Blut befand sich Botox. Rivera erklärt Valent, dass Botox mit ein paar Tagen Verzögerung wirken könne, bei Luisa sei ein Beckenknochen punktiert worden, ebenso wie bei Cecilia und Alexandra, um an Knochenmark zu kommen, bei Luisa sei es dem Täter dann schlussendlich gelungen. Knochenmark benötigten schwer kranke Menschen. Bonet hat inzwischen herausgefunden, dass eine Spur zu Marta Gallado führt. Wie sich herausstellt, hat sie Knochenmark für ihren todkranken Bruder benötigt. Um Blanca zu retten, begibt sich Bonet in Todesgefahr. Es gelingt ihm zwar zu Blanca zu gelangen, Marta Gallado indes gelingt es, ihm eine Spritze in den Hals zu jagen, bevor Valent auftaucht und sie mit einem Bauchschuss schachmatt setzt. Bonet überlebt den Anschlag – auch Blanca überlebt. Bei Luisas Beisetzung weint auch der Himmel. 

## Produktion

### Produktionsnotizen
Die Dreharbeiten für Entführte Mädchen erstreckten sich vom 16. Oktober bis zum 16. November 2018 und fanden in Barcelona statt.

### Interview mit Clemens Schick
Schick wurde gefragt, wie sich seine Figur weiterentwickelt habe, da man in Entführte Mädchen eine neue, private Seite an Xavi Bonet kennengelernt habe. Der Schauspieler antwortete, dass „Xavi in den beiden neuen Filmen verletzlicher, offener, verwundbarer“ geworden sei und „viel mehr von sich preisgebe“. Wir lernten eine Xavi kennen, der es genauso liebe „zu tanzen wie auf dem Motorrad durch die Stadt zu rasen und den Wind zu spüren“. Wir lernten einen Polizisten kennen, „den die Ungerechtigkeit da draußen wütend“ mache und ihn antreibe „sich immer wieder dem rauen Alltag dieser Welt des Verbrechens zu stellen“. Auf die Frage, warum Xavi sich „so rührend um das traumatisierte Mädchen Luisa“ kümmere, entgegnete Schick, Xavi sei ohne Eltern aufgewachsen. Er erkenne „in ihrer Verwundbarkeit sich selber als Kind“. Auf das neue Outfit seiner Figur angesprochen, meinte Schick, er liebe diese neue Seite an Xavi. Für ihn sei er „eine Mischung aus ‚Miami Vice‘-Cop und Hippie“. Das neue Outfit treffe das perfekt. Ob Xavi ebenfalls Ambitionen auf den Posten des Chefs der Abteilung habe, die nun von Fina besetzt werde, verneinte Schick, indem er ausführte, Xavi würde „nie selbst Chef werden wollen“, dazu liebe er die Straße zu sehr. Zudem wisse er, dass Fina für diesen Posten viel besser geeignet sei, da Xavi an einem Schreibtisch eingehen würde. Xavi sei „ein Lonely Cowboy, wenn er nicht rauskomme, bei jedem Wetter“, sei „er nicht glücklich“. Xavi schätze an Fina, dass sie einfach „eine verdammt starke Frau“ sei, die es schaffe, „in ihrem Leben sehr viel zu vereinen“. Sie sei erfolgreich als Polizistin, habe eine selbständige Tochter großgezogen und dabei „nie ihren Humor verloren.“

### Interview mit Anne Schäfer
Von Anne Schäfer wollte der Interviewer wissen, wie die Beförderung ihrer Figur zur neuen Chefin, deren Verhältnis zu Xavi beeinflusse. Schäfer führte aus, Fina habe Verantwortung für Xavi und trage auch „die Verantwortung für Handlungen und eventuell unorthodoxes Verhalten ihres Kollegen“. Die beiden seien Partner natürlich sei „Xavi ihr gegenüber jetzt weisungsgebunden“. Fina habe das letzte Wort. Damit müsse sie gut umgehen – gleichzeitig seien beide trotzdem Partner und müssten sich blind vertrauen. Das werde so natürlich schwieriger. Fina habe sich die Qualifikation für diesen Posten schon in früheren Arbeitsverhältnissen erarbeitet. Sie sei ehrgeizig und habe einen guten Instinkt. Als Juristin sei sie es gewöhnt, „sich mit festen Strukturen auseinanderzusetzen“. Auf das Verhältnis Finas zu ihrer Tochter Maria angesprochen, die altersgerecht gegen ihre Mutter rebelliere, meinte Schäfer, Fina sei ein „Stückweit überfordert“. Maria sei ihr „in Sachen Dickköpfigkeit ebenbürtig“. Bedingt dadurch, dass es keinen Vater gebe, hätten Mutter und Tochter aber ein „sehr tiefes Verhältnis“. Zwar passten Fina und Xavi auf den ersten Blick nicht zusammen, da sie sehr unterschiedlich seien. Ihr Gerechtigkeitssinn mache sie aber „zu einem guten Team“. Die beiden kämen aus „komplett unterschiedlichen Milieus“, was ihnen aber die Möglichkeit gebe, „ab und zu eine andere Perspektive einzunehmen“.

### Interview mit Isabell Šuba
Die Regisseurin, Isabell Šuba, wurde darauf angesprochen, dass dies ihre erste Arbeit fürs Fernsehen sei und wie diese Erfahrung für sie gewesen sei. Šuba meinte, alles, was man zum ersten Mal mache, sei „ja erstmal aufregend und neu“. Und natürlich habe sie sich „an einige Dinge gewöhnen“ müssen. Grundsätzlich habe sie dass Format, „mit Clemens Schick und Anne Schäfer in Barcelona zu arbeiten, spannend“ gefunden. Auch habe ihr gefallen, dass Clemens Schick einen schwulen Kommissar spiele, „angelegt für ein breites Publikum“. Außer dem Viralen, sei ihr wichtig gewesen, aus Anne Schäfer und Clemens Schick ein „richtig cooles Duo zu machen, auf das man sich“ freue. Zudem sei es herrlich, mit guten Schauspielern mit viel Erfahrung zu arbeiten. Auch die Zusammenarbeit mit den Spaniern sei „superprofessionell, wahnsinnig freundlich und an der Sache dran“ gewesen.

### Veröffentlichung DVD
Der Film wurde von der OneGate Media GmbH am 28. August 2020 zusammen mit der Folge Blutiger Beton auf DVD herausgegeben.

## Rezeption

### Kritik
Rainer Tittelbach befasste sich auf seiner Seite tittelbach.tv mit dem Film und schrieb eingangs seiner Kritik: „Zweieinhalb Jahre nach den beiden Auftakt-Episoden verströmen die neuen Filme der ARD-Donnerstags-Reihe ‚Der Barcelona-Krimi‘ […] wieder reichlich südländischen Metropolen-Flair. Anders als in den meisten deutschen Krimis, die für ihre Geschichten die passende Form suchen, verfahren die Macher beim ‚Barcelona-Krimi‘ umgekehrt. Das hat durchaus seinen Reiz – und durch Anne Schäfer und vor allem Clemens Schick sind ‚Entführte Mädchen‘ und ‚Blutiger Beton‘ ohnehin mehr als souverän inszenierte Designer-Krimis Marke ‚Miami Vice‘.“ Weiter befand Tittelbach, dass Deutsche Spanier spielen würden, störe kaum. Man könne sagen: Die Besetzung sei deutsch, „aber die Charaktere“ besäßen „durchaus ein Stück weit spanische Mentalität“. Ermittelt werde „weniger systematisch, sondern immer etwas chaotisch“. Bei dem Film steche „die besondere Inszenierung ins Auge.“ ‚Entführte Mädchen‘ sei „am Ende noch etwas mehr als ein souverän inszenierter Designer-Krimi“. Eine „‚Freundschaft‘ zwischen einem Erwachsenen und einem Kind in einem Film: schön, dass das in einer übersexualisieren Gesellschaft noch möglich“ sei, stellt der Kritiker abschließend fest.
Tilmann P. Gangloff befasste sich für evangelisch.de mit dem Film und schrieb, der Handlungsort sei „faszinierend“ und das „gegensätzliche Ermittlerduo zumindest interessant“ gewesen; bloß die beiden ersten Geschichten hätten „etwas dünn“ gewirkt. Deshalb seien die ersten beiden Folgen des ‚Barcelona-Krimis‘ im Herbst 2017 „eine Art Versprechen“ gewesen, „das die ARD-Tochter Degeto nun eingelöst“ habe. Voraussetzung dafür sei „nicht zuletzt ein radikaler Wechsel“ gewesen. Das „Team hinter der Kamera“ sei „zumindest auf den wichtigsten Positionen komplett ausgetauscht worden“. Gangloff schrieb, Peter Koller habe gezeigt, dass er „aktuell zu den interessantesten deutschsprachigen Krimidrehbuchautoren“ gehöre. Sein Markenzeichen sei, „Nichts ist, wie es scheint, weshalb es auch im ersten von zwei neuen Barcelona-Krimis zu einer völlig unerwarteten Wende“ komme. „Nicht minder interessant“ sei „die Regiepersonalie“. ‚Entführte Mädchen‘ sei Šubas erster Fernsehfilm und zeichne sich unter anderem „durch eine aufwändige Bildgestaltung (Johanes Louis) aus“. Die Bilder seien „geprägt von einem warmen Grundton, der auch dank der passenden sanften Musik (Héctor Marroquin) eine angenehme mediterrane Atmosphäre“ vermittle. Tara Fischer mache ihre Sache „erneut derart vorzüglich, dass es ruhig noch mehr Mutter/Tochter-Szenen geben“ dürfe. „Noch besser“ habe Šuba „die junge Darstellerin der Luisa geführt“; Emilia Packard müsse „über weite Strecken stumm spielen“ und mache das „ausgezeichnet“.
Arnold Hohmann schrieb in der Berliner Morgenpost, der Fall Entführte Mädchen beginne mit einem „Schock-Moment“. Zwar möge der Titel „eher simpel klingen, die Geschichte selbst jedoch“ habe „es in sich.“ Natürlich liege „das immer auch an der Qualität des Drehbuchs, mit dem Peter Koller hier verblüffend präzise aufzutrumpfen“ vermöge. Vor allem aber sei „dies der Film der Regisseurin Isabella Suba.“ Sie habe „schon im Kino reüssiert (‚Männer zeigen Filme & Frauen ihre Brüste‘), was ihr nun zu Gute“ komme. Sie wisse „die Geschichte extrem spannend zu erzählen und“ scheue „auch nicht davor zurück, den Zuschauer in Situationen zu bringen, die ihm manches abverlangen“ würden. Der Film könne „manchmal auch sehr unbarmherzig wirken“, er möge zwar „ausgiebig in den bunten Farben von Barcelona schwelgen, die Geschichte selbst jedoch“ werde „immer düsterer“. Drehbuch und Regie hätten hier „einen raffinierten Plot konzipiert, der alles möglich erscheinen“ lasse. Man wähne hinter jedem „einen möglichen Täter.“ Wenn man dann endlich glaube, „man habe ihn gestellt“, sei „tatsächlich alles noch viel bizarrer.“
In der Siegener Zeitung war die Rede von einem „emotional spannenden Krimi“, der „fast bis zum Schluss offen“ bleibe. „Die preisgekrönte Regisseurin Isabell Suba“ siedele „in ihrer ersten Fernseharbeit das Geschehen im düsteren Ambiente einer alten Bauruine in einer heruntergekommenen Ecke der Weltmetropole an“. Es gehe „um seelische Abgründe und krankhafte Abhängigkeiten. Geschickt“ vermische Autor „Peter Koller die zum Teil unkonventionellen Ermittlungsarbeiten, die Disharmonien in der Wache, nachdem Fina Valent zur neuen Chefin ernannt wurde, und die kontraproduktive Arbeit der Boulevard-Presse bei der Aufklärung“. Die Schlussszenen gäben Clemens Schick „noch einmal die Möglichkeit zu zeigen, wie sich seine Rolle gewandelt“ habe. Er sei „verletzlicher, offener auch gegenüber seiner Kollegin Fina, und er sei verwundbar“.
Alexandra Voda-Ludwig meinte in der Südwest Presse, „einen fesselnden und zutiefst berührenden Krimi“ müsse es „nicht nur als Buch geben“. In der Folge Entführte Mädchen des Barcelona-Krimis könne es „wohl kaum spannender zugehen.“ Diese bringe die Ermittler Fina Valent und Xavi Bonet „in einem alptraumhaften Fall“.
Auf der Seite Filme.de war die Rede von einer Geschichte, „die das Herz berühr[e] und den Verstand“ fordere. Der Film sei „mehr als nur ein Kriminalfilm;“ er sei „ein Fenster in die Seele einer Staddt, die zwischen Schönheit und Verbrechen, Hoffnung und Verzweiflung gefangen“ sei. Das Fazit lautete: „Ein Muss für Krimi-Fans und Cineasten“. Geboten werde ein „fesselnder und bewegender Film, der unter die Haut“ gehe. „Die packende Handlung, die vielschichtigen Charaktere, die atemberaubende Kulisse und die wichtigen Themen“ machten diesen Film „zu einem besonderen Erlebnis“.
Die Redaktion der Zeitschrift TV Spielfilm gab dem Film für Action einen und für Spannung zwei von drei möglichen Punkten, zeigte mit dem Daumen zur Seite und stellte fest: „Die Atmosphäre, die Darsteller, der Spannungsaufbau. Eigentlich passt hier alles. Allein die Lösung des Falls wirkt am Ende etwas an den Haaren herbeigezogen.“ Fazit: „Packender Fall mit kleinen Schwächen“
Bei Quotenmeter de. befasste sich Sidney Schering mit dem Film und führte aus, der nunmehr dritte Fall des Ermittlerduos nehme „nahezu albtraumhafte Züge an.“ „Erfreulich“ sei, dass die Regisseurin Šuba den ‚Barcelona-Krimi‘ „nicht als Auftragsarbeit“ betrachte, „um weiter ihr Regieportfolio aufzubauen“, sondern „mit inszenatorischer Passion an den Stoff“ herangehe. Šuba und ihr Kameramann Johannes Louis setzten „auf eine dynamiswche Ästhetik, die in den angenehmeren Momenten die Vitalität Barcelonas“ einfange, „in den hektischeren Szenen das Herzrasen der Figuren“. „Mimisch“ sei dies „eindeutig Clemens Schicks Fall“. Doch auch Anne Schäfer als ruhigere Fina, „die fast durchweg andere Theorien über den Fall“ entwickle als Xavi, „ohne dass dies zu forcierten Zerwürfnissen zwischen den Figuren“ führe, „wohl aber zu plausibel-dramatischen Konsequenzen im dritten Akt“, finde „Raum, ihre mimischen Muskeln spielen zu lassen“. Fazit: «Barcelona Vice» am oft so fließbandmäßigen ARD-Donnerstag!

### Einschaltquoten
Bei seiner Erstausstrahlung wurde der Film von 5,06 Millionen Zuschauern eingeschaltet, was einem Marktanteil von 18,8 Prozent entsprach. Bei seiner Wiederholung 2022 schalteten 4,41 Millionen Menschen ein, was einen Marktanteil von 20,2 Prozent ergab.